# San Pedro Lagunillas
San Pedro Lagunillas är en ort i Mexiko.   Den ligger i kommunen San Pedro Lagunillas och delstaten Nayarit, i den centrala delen av landet, 600 km väster om huvudstaden Mexico City. San Pedro Lagunillas ligger 1 293 meter över havet och antalet invånare är 3 793.
Terrängen runt San Pedro Lagunillas är kuperad. Runt San Pedro Lagunillas är det glesbefolkat, med 15 invånare per kvadratkilometer. Närmaste större samhälle är Compostela, 15,4 km väster om San Pedro Lagunillas. I omgivningarna runt San Pedro Lagunillas växer huvudsakligen savannskog.